# Григорьева, Наталья Евгеньевна
Наталья Евгеньевна Григорьева (род. 21 июня 1959 года) — советский и российский художник-график, член-корреспондент РАХ (2021).

## Биография
Родилась 21 июня 1959 года, живёт и работает в Москве.
В 1981 году — окончила Московское театральное художественно-техническое училище, специальность «Художественно-костюмерная», квалификация «Художник-модельер».
В 1990 году — окончила Московский технологический институт, художественно-технологический факультет промышленности по специальности «Художественное оформление и моделирование изделий текстильной и легкой промышленности», педагоги — В. М. Зайцев, Д. П. Глаголев, Е. В. Николаев, И. Н. Тихонова, И. В. Вельчинская, И. А. Алпатова.
С 1989 по 1992 годы — художник бюллетеня «Спорт и отдых» в Доме моделей спортивной одежды, с 1992 по 1994 годы — художник-модельер костюмов для спортсменов сборной России по фигурному катанию, затем художник-модельер, художник-график.
С 1997 года работает в Российской академии художеств; с 2016 года — консультант Отделения графики РАХ, член Научно-методического совета по художественному образованию при Президиуме РАХ, член Экспертного совета по фундаментальным научным исследованиям РАХ.
С 2009 года — член Международного Художественного Фонда, с 2011 года — член Союза фотохудожников России, с 2014 года — член Творческого союза художников России, с 2015 года — член Союза художников России.
В 2021 году — избрана членом-корреспондентом Российской академии художеств от Отделения графики.

## Творческая деятельность
Автор статей «Жажда творчества. К 110-летию со дня рождения художника Ивана Трофимовича Григорьева (1906—1984)» («Искусство для всех», 2016(11), № 2, с. 34-39); «Мастерская Владимира Фаворского. К 130-летию со дня рождения мастера. Из тетради воспоминаний И. Т. Григорьева „Пути-дороги в искусство“» («Наш Изограф», 2016, № 4 (261), с. 7-9); «Иван Григорьев. К 110-летию со дня рождения (1906—1984). Графика. Линогравюра. Наталья Григорьева» («Наш Изограф», 2017, № 5 (273), с. 8).
Куратор научно-теоретических и научно-практических конференций и круглых столов Российской академии художеств, по различным темам графического искусства, выездной «Выставки произведений мастеров графики РАХ» в Чувашском государственном художественном музее (2018), организатор отчетной выставки Отделения графики РАХ «Графика 2019» в выставочных залах Российской академии художеств (2019); составитель коллективных монографий издания по итогам научно-теоретической конференции РАХ «Художник и книга» (2020) и ежегодной научно-практической конференции 2015—2019 «Проблемы печатной графики» (2021).
Произведения находятся в собраниях Чувашского государственного художественного музея, а также в частных коллекциях в России и за рубежом.
Участник более 40 областных и региональных групповых художественных выставок, в том числе зарубежных — в Республике Беларусь, Германии, Болгарии.
Персональные выставки: «Дорогами России» в Библиотеке № 5 имени Николая Рубцова (Санкт-Петербург, 2008); «Выставка живописи Григорьевой Натальи» (2009), «Соловки. Свет и сумрак» (2010) в залах Филиала Научной библиотеки РАХ (Москва); «Григорьевы. Жизнь в искусстве. И. Т. Григорьев (1906—1984). Заслуженный художник Чувашии. Наталья Григорьева» (2011) в Мемориальном музее-мастерской С. Т. Коненкова; «Наталья Григорьева. Акварели. Эскизы костюмов» (2015) в залах Филиала Научной библиотеки РАХ (Москва); «Иван Григорьев. К 110-летию со дня рождения (1906—1984). Графика. Линогравюра. Наталья Григорьева» (2016) в Мемориальном музее-мастерской С. Т. Коненкова; «Призрачно всё…» в залах Филиала Научной библиотеки РАХ (Москва, 2018).
Основные произведения
- живопись: серии натюрмортов «Каргопольская игрушка», «Самовары», «Медведи», «Цветы» (1976—2021., холст, масло);
- графика: серии иллюстраций к поэме К. Иванова «Нарспи» (1980-е, 2019—2021; бумага, акварель, тушь, перо); серии «Вологда» (1985; бумага, акварель), «Воспоминание» (2016—2022; бумага, акварель, тушь); эскизы костюмов для солистов вокально-инструментального ансамбля «Садко» объединения «Ленконцерт» (1989), для сборной России по фигурному катанию (1990—1992).

## Награды
- Медаль «В память 850-летия Москвы» (1997)
- Благодарность Чувашского государственного художественного музея за организацию «Выставки произведений мастеров графики Российской академии художеств» (2018)
- Благодарственное письмо Смоленского государственного музея-заповедника за проведение мероприятия, посвященного 145-летию С. Т. Коненкова «Диалог через столетие: С. Т. Коненков — Российская академия художеств» (2019)
- Диплом Союза художников России за успехи в творчестве и содействие развитию изобразительного искусства России (2021)

Награды РАХ
- Диплом за реализацию проекта Российской академии художеств «Мировые традиции. Взгляд в прошлое» (2018)
- медаль «За заслуги перед Академией» РАХ (2019)
- Благодарности РАХ (2005, 2009, 2011, 2016, 2017, 2018, 2019, 2021)